# تل شبدری
تل شبدری مربوط به سده‌های متأخر دوران‌های تاریخی پس از اسلام است و در شهرستان بوانات، بخش سرچهان، دهستان سرچهان، ۶۰۰ متری مانده به روستای ده زیارت، سمت چپ جاده، مقابل تلمبه بسیج واقع شده و این اثر در تاریخ ۲۸ شهریور ۱۳۸۶ با شمارهٔ ثبت ۱۹۷۰۹ به‌عنوان یکی از آثار ملی ایران به ثبت رسیده است.